# Scarus festivus
Scarus festivus е вид бодлоперка от семейство Scaridae. Видът не е застрашен от изчезване.

## Разпространение и местообитание
Разпространен е в Американска Самоа, Виетнам, Гуам, Индонезия, Китай, Малдиви, Маршалови острови, Микронезия, Мозамбик, Ниуе, Остров Рождество, Острови Кук, Палау, Папуа Нова Гвинея, Провинции в КНР, Самоа, Северни Мариански острови, Сейшели, Сомалия, Тайван, Танзания, Филипини, Френска Полинезия, Южна Африка и Япония.
Обитава крайбрежията на полусолени водоеми, океани, морета, лагуни и рифове. Среща се на дълбочина от 2 до 24 m, при температура на водата от 28 до 28,8 °C и соленост 33,9 – 34,5 ‰.

## Описание
На дължина достигат до 45 cm.
Популацията на вида е стабилна.